# ECC86

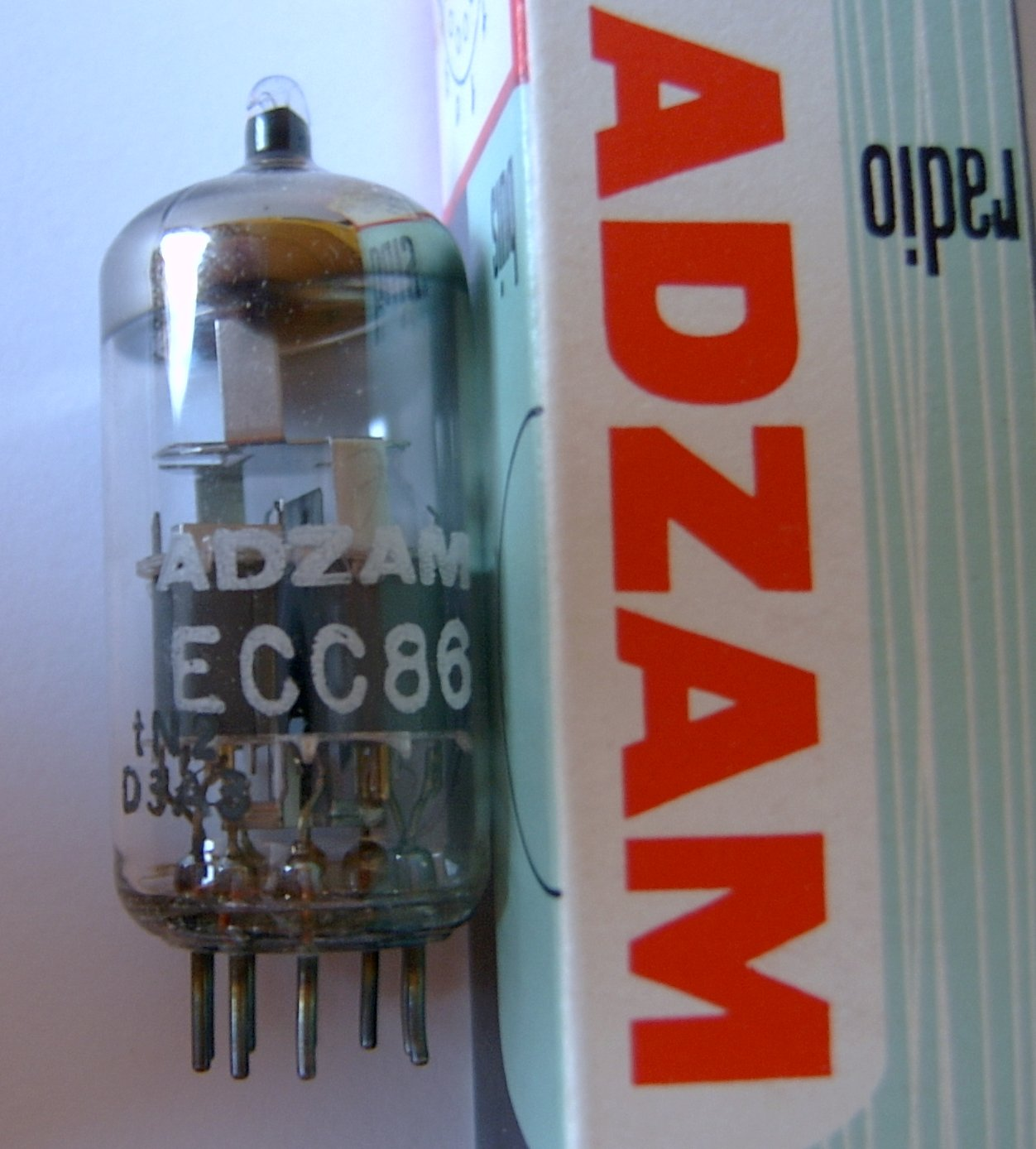
Eine ECC86

Die ECC86 (6GM8 nach US-amerikanischer Typisierung) ist eine Niederspannungs-Doppeltriode, die 1958 auf dem Röhrenmarkt erschien. Die Röhre wurde für UKW-Vor- und Mischstufen von Autoempfängern entwickelt und verdankt ihre Entstehung der Tatsache, dass die Transitfrequenzen der damaligen legierten Germaniumtransistoren für die VHF-Eingangs- und Mischschaltungen in den aufkommenden UKW-Empfängern von Autoradios zu niedrig lagen.
Die ECC86 ist eine der wenigen Spezialröhren, die durch geringste Elektrodenabstände und Spanngittertechnik direkt mit der niedrigen Bordspannung der Starterbatterie (12 bzw. 6 V, maximal zulässige Anodenspannung 30 V) arbeiten konnte. Andere Elektronenröhren benötigten zusätzlich einen damals mechanischen Wechselrichter (die 'Zerhackerpatrone'), der mit Transformator, Gleichrichter  und entsprechenden Siebgliedern  für eine hohe Anodenspannung sorgte. Der Wegfall dieser störanfälligen Baugruppe vereinfachte die Autoradio-Schaltungstechnik, sorgte für mehr Zuverlässigkeit im Betrieb und war die Grundlage für eine bewährte Hybrid-Bestückung vieler Schaltungsentwürfe aus den späten 1950er und frühen 1960er Jahren, wobei die ECC86 oft die einzige Elektronenröhre in den ansonsten bereits durchgängig mit Transistoren ausgestatteten Autoradios war. Trotz der prinzipbedingt geringen Eigenverstärkung der Röhre hatte das Konzept genügend Vorteile gegenüber Transistoren. Herstellungstoleranzen des Elektrodensystems der Röhre nach einem Röhrentausch hatten häufig einen Neuabgleich des Empfängers zur Folge.
Diese Röhre wird heute nicht mehr produziert. Sie wird als Ersatzteil aber noch aus alten Lagerbeständen (NOS-Röhre) oder als gebrauchte ECC86-Röhre gehandelt.
Andere Beispiele für Niedervolt-Spezialröhren zur Verwendung in Autoempfängern:
- EBF83 (ZF-Regelpentode mit zwei Diodenstrecken zur AM-Demodulation)
- ECH83 (Oszillatortriode-Mischheptode für AM-Anwendungen)
- EF97 (ZF-Regelpentode)
- EF98 (ZF- und NF-Pentode)